# Hermann von Mittnacht
Hermann Carl Friedrich von Mittnacht, à partir de 1887 baron von Mittnacht, né le 17 mars 1825 à Stuttgart et mort le 2 mai 1909 à Friedrichshafen, est un juriste et homme d'État du royaume de Wurtemberg.

## Origines
Hermann Mittnacht est le fils du haut conseiller des finances et directeur de l'arpentage Franz Jakob Mittnacht (1781-1849), fonctionnaire wurtembergeois. Ses grands-parents paternels sont le forestier Johann Michael Mittnacht, issu d'une famille d'agriculteurs de Reisfeld près d'Igersheim, et Eva Katherine Mittnacht, née Bender. La mère de Mittnacht, Magdalene (1791-1829), est la fille du sergent Heinrich Sulzbeck de Wurtzbourg et de Magdalene Sulzbeck, née Brunbauer. La famille est de religion catholique.

## Biographie
Après avoir fréquenté le lycée de Stuttgart, Mittnacht étudie de 1842 à 1848 le droit à l'université de Tübingen et à Heidelberg. Pendant ses études, il devient membre du Corps Suevia Tübingen (de) (1843) et du Corps Guestphalia Heidelberg (de) (1844). Après avoir rejoint la magistrature du Wurtemberg en 1849 et assisté dans divers tribunaux, il devient conseiller principal de la justice en 1854 et procureur à Ellwangen en 1857.
Il épouse en 1854 Angelika Bucher (1835-1910), fille du parlementaire de l'État de Wurtemberg Franz Xaver Bucher (1798-1859) d'Ellwangen. Le couple a quatre enfants.

## Carrière politique
De 1861 à 1900, Mittnacht est député du grand-bailliage de Mergentheim (de) au parlement de l'État de Wurtemberg (de). Il est d'esprit conservateur, mais n'appartient à aucun parti. En 1862, il devient juge municipal à Stuttgart, à partir de 1864 il a le titre d'Oberjustizrat (haut conseiller de justice) et en 1865, il est promu Obertribunalrat (haut conseiller de tribunal). En 1867, Mittnacht devient ministre de la Justice dans le gouvernement de Karl von Varnbüler (de). Il est beaucoup plus engagé que Varnbüler dans les négociations sur l'adhésion du royaume de Wurtemberg au futur Empire allemand. De 1868 à 1870, il est membre du parlement douanier en tant que représentant de la 8e circonscription du Wurtemberg (Gerabronn (de), Crailsheim, Mergentheim (de)). Après la démission de Varnbüler à l'automne 1870, Mittnacht devint le chef de facto du gouvernement du Wurtemberg (président du Conseil privé et président du Conseil des ministres).
En 1873, il succède au baron von Wächter (de) en tant que ministre des Affaires étrangères et en 1876 il devient Premier ministre président du royaume de Wurtemberg (titre officiel: président du ministère d'État). Cette création réussie d'un ministère d'État indépendant en 1876 marque l'indépendance réelle du gouvernement du Wurtemberg vis-à-vis du roi. Le ministère de la justice est confié en 1878 à Eduard von Faber (de).
Mittnacht – qui au début de sa carrière politique était plus Grand Allemand d'esprit – a toujours été fidèle au Reich allemand depuis 1871. Cependant, dans l'intérêt du couple royal Charles et Olga, il a toujours veillé à maintenir la structure fédérale de l'Empire, en particulier en s'en tenant aux droits de réservation (de) importants pour le royaume de Wurtemberg (par exemple, il veille à ce que le royaume ait son propre ministère des Affaires étrangères, ses propres légations à l'étranger, sa propre armée, ses propres impôts ainsi que ses propres services postaux et ferroviaires). Néanmoins, il est devenu un confident loyal de Bismarck, avec qui il resta en lien, même après sa démission de chancelier de l'Empire en 1890.
Au Bundesrat de Berlin, Mittnacht est une autorité respectée. Chez lui à Stuttgart, Mittnacht réussit de manière très pragmatique entre le roi Charles, peu intéressé par la politique, et le parlement à être le véritable homme fort du royaume tout au long de son règne et à ouvrir la voie à une monarchie parlementaire. Il renvoie le favori du roi, Charles Woodcock, en 1888. Il fonda sa politique sur le « parti d'État » pro-gouvernemental et le Parti allemand national-libéral. Ce qui est remarquable, c'est qu'il ait pu faire tout cela dans un pays majoritairement protestant et souabe, alors qu'il était lui-même catholique et d'origine franconienne.
En 1900, Mittnacht démissionne de tous ses postes gouvernementaux et de son mandat au parlement de l'État pour  raisons d'âge. Il est remplacé par le baron Maximilian Schott von Schottenstein. Il passe sa retraite à Friedrichshafen au bord du lac de Constance. Il est inhumé au vieux cimetière de Friedrichshaffen.

## Distinctions
- 1868: grand-croix de l'ordre de Frédéric
- 1870: grand-croix de l'ordre de la couronne de Wurtemberg, (1889 avec brillants)
- 1886: citoyen d'honneur de la ville de Mergentheim
- 1887: titré baron
- 1889: chevalier de l'ordre de l'Aigle noir
- 1900: citoyen d'honneur de sa ville natale, Stuttgart
- 1904: citoyen d'honneur de la ville de Friedrichshafen

L'on trouve à Stuttgart un immeuble de bureaux à son nom (Mittnachtbau), ainsi qu'une rue et une station de tramway (Mittnachtstraße). Une autre station à cause du projet Stuttgart 21 lui sera dédiée.

## Publications
- Erinnerungen an Bismarck. J. G. Cotta, Stuttgart, 1904
- Erinnerungen an Bismarck. Neue Folge (1877–1889), vol. II, J. G. Cotta, Stuttgart, 1905
- Rückblicke. J. G. Cotta, Stuttgart, 1909